# 南哈夫拉島
南哈夫拉島是蘇格蘭的島嶼，位於梅恩蘭島南部半島以西的大西洋海域，屬於昔德蘭群島的一部分，面積0.59平方公里，最高點海拔高度42米，島上無人居住。
60°1′31.5″N 1°21′11″W / 60.025417°N 1.35306°W